# Joe Dever

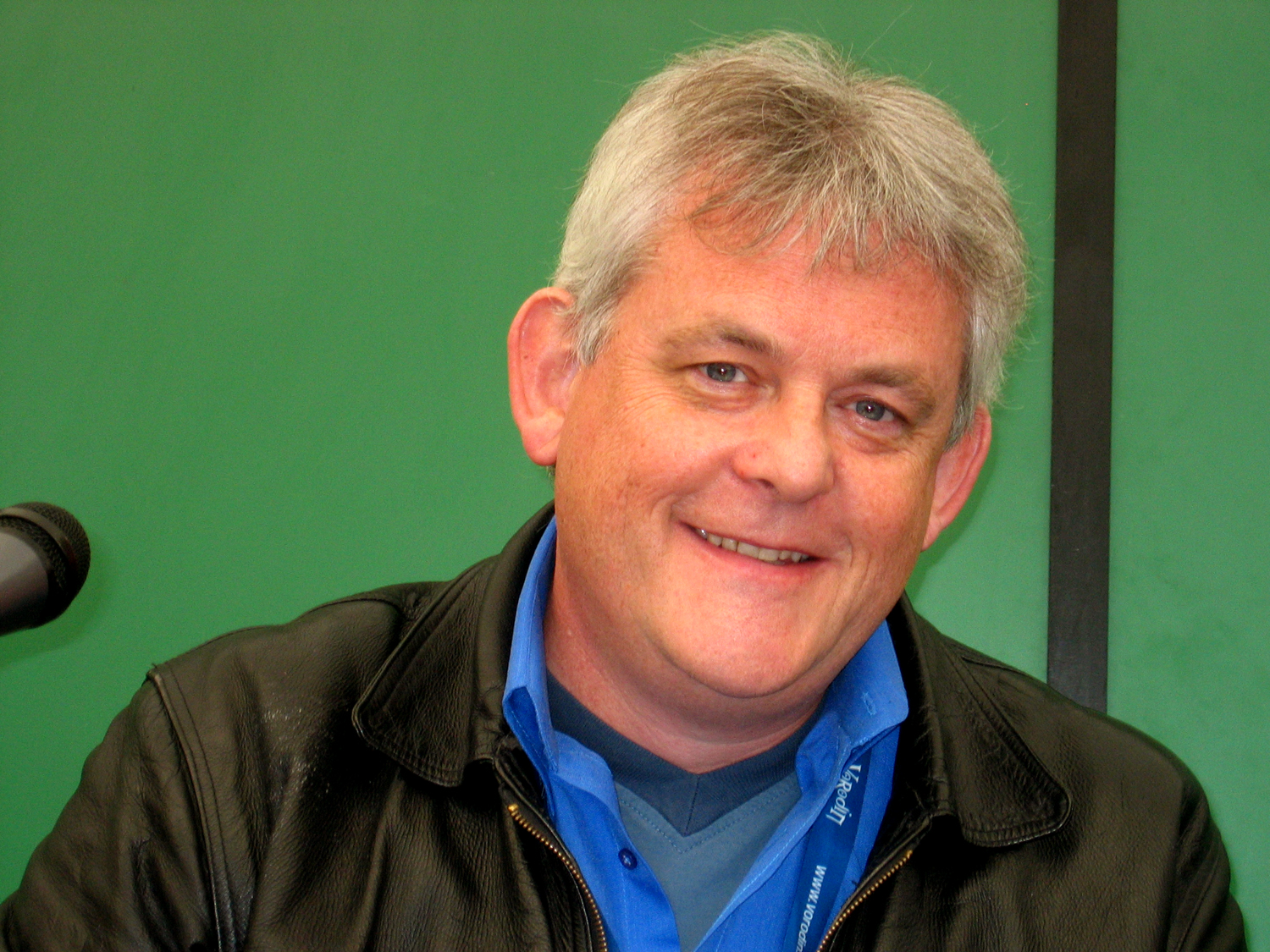
Joe Dever (2008)

Joe Dever (* 12. Februar 1956 in Chingford, England; † 30. November 2016) war ein preisgekrönter britischer Fantasyautor und Spieleentwickler. Er war zunächst Musiker und gewann 1982 als erster Brite die Advanced Dungeon & Dragons Championships in den USA.
Er hat die Fantasywelt Magnamund als Schauplatz für seine Dungeons-&-Dragons-Kampagnen entworfen. 1984 veröffentlichte er das erste Buch der Spielbuch-Reihe Einsamer Wolf, die Bücher dieser Reihe haben sich seither weltweit über 10 Millionen Mal verkauft. Als der Spielbuch-Markt ab 1995 langsam schrumpfte, bekam er Schwierigkeiten mit seinem englischen Verleger, bis die Veröffentlichung 1998 schließlich eingestellt wurde, noch bevor die letzten vier Bände (29 bis 32) erscheinen konnten. Ab 2003 erfreute sich die Reihe besonders in Frankreich, Italien und Spanien wieder großer Beliebtheit, sodass sie in diesen Ländern neu aufgelegt wurde. Auch in England (seit 2007) und Deutschland (seit 2009) werden die Bücher nun in erweiterter Fassung wieder veröffentlicht.
Seit 1996 war Joe Dever an der Entwicklung mehrerer erfolgreicher Computer- und Konsolenspiele beteiligt. Weiterhin wirkte er an einem Einsamer-Wolf-Rollenspiel mit, das von Moongoose Publishing 2004 in England veröffentlicht wurde.

## Leben
Nach der Schule wurde Joe Dever 1976 Teil des Musikstudio-Orchesters Pye Records in London, das Sänger und Solomusiker musikalisch begleitete. Als sich das Orchester 18 Monate später auflöste, arbeitete Dever zunächst freiberuflich weiter, bis er bei Virgin Records in einem Studio in Oxfordshire als Tonmeister Arbeit fand. Dort blieb er fünf Jahre und arbeitete mit einer Vielzahl von Künstlern, unter anderem Frank Zappa, Peter Gabriel und den Sex Pistols, zusammen. Dever hatte zwei Kinder.
Von Juni bis August 2005 unterzog er sich aufgrund einer bilateralen Nierenkrebserkrankung einer aufwendigen Operation, bei der Teile der rechten Niere und die komplette linke Niere entfernt werden mussten. Siebzig Prozent der verbliebenen Niere konnten gerettet werden. Der Eingriff verlief ohne Komplikationen und Dever erholte sich anschließend recht schnell. Seine Nierenfunktion konnte soweit erhalten werden, dass er weiterhin ein normales Leben ohne Dialyse und Medikamente führen konnte.

## Entstehung von Einsamer Wolf
Joe Dever war sieben Jahre alt, als er Fan des Comics The Rise and Fall of the Trigan Empire wurde, der in einer Zeitschrift namens "Look and Learn" (zu dt. „Schaue und Lerne“) erschien. Er baute sich römische Armeen aus dem Spielzeug der Firma Airfix und tauschte die Speere der Figuren gegen Lasergewehre aus, noch lange bevor er mit Fantasy in Berührung kam. Dever wurde durch seinen Englischlehrer mit Science Fantasy vertraut gemacht. Er war der erste und wohl auch einzige Brite, der an den Advanced Dungeons & Dragons Championships in den USA teilnahm, welche er 1982 gewann.
Dever hat die Fantasywelt Magnamund von 1975 bis 1983 ursprünglich als Schauplatz für seine Dungeons-&-Dragons-Kampagnen entworfen. Anfangs nannte er die Welt „Chinaraux“, und sie bestand zunächst nur aus dem Nördlichen Magnamund. Dever hat gesagt, dass er seine frühe Inspiration für Einsamer Wolf aus Klassikern der englischen Literatur wie Beowulf, Ivanhoe und der Artus-Sage gezogen hat. In seiner Jugend hatten vor allem J. R. R. Tolkien, Michael Moorcock und Mervyn Peake, sowie sein Interesse für Militärgeschichte und nordische Mythologie großen Einfluss auf die Entstehung der Einsamer-Wolf-Reihe.
Die Geschichte der Reihe zentriert sich um Einsamer Wolf, der ein junger Schüler in einem Orden von Kriegermönchen, den Kai-Lords, ist. Sie verteidigen ihre Heimat Sommerlund gegen die Mächte des Bösen, die durch die Schwarzen Lords von Helgedad verkörpert werden. Bei einer plötzlichen Invasion werden alle Kai-Lords niedergemetzelt und nur Einsamer Wolf überlebt. Die Reihe folgt Einsamer Wolf und später einem seiner Schüler bei ihrem Unterfangen, sich an den Schwarzen Lords zu rächen und die Pläne des dunklen Gotts Naar zu durchkreuzen, der die Welt unterjochen will.

## Veröffentlichung
Dever stand zunächst beim Londoner Verlag Hutchinson für vier Bücher unter Vertrag. Die ersten beiden Teile der Spielbuch-Reihe Einsamer Wolf wurden 1984 in England zur gleichen Zeit veröffentlicht. Bereits in der ersten Woche ihrer Veröffentlichung verkauften sie sich über 100.000 Mal. Danach wurde die Einsamer-Wolf-Reihe in über 30 Ländern herausgebracht und in 18 Sprachen übersetzt, und bis heute wurden weltweit mehr als 10 Millionen Exemplare verkauft. Die Reihe wurde in England mit mehreren Preisen ausgezeichnet.
Mit der Hilfe von Joe Dever schrieb Paul Barnett (Künstlername John Grant) zwölf Einsamer-Wolf-Romane, die in England unter dem Namen "Legends of Lone Wolf" erschienen sind und vor ihrer Veröffentlichung teils stark überarbeitet wurden. Weiterhin schuf Dever zusammen mit Ian Page den Charakter Silberstern der Magier, der die Hauptfigur in der gleichnamigen, 4-teiligen Spielbuch-Reihe ist, die wie Einsamer Wolf in Magnamund spielt. 1986 erschien in England der "Magnamund Companion" (zu dt. „Magnamund-Begleiter“), der eine Beschreibung aller Länder Magnamunds, zusätzliche Informationen zu den Schwarzen Lords und eine Einführung in die Giak-Sprache enthielt. Außerdem beinhaltete er das Ragadorn-Tavernen-Brettspiel und ein kleines Abenteuer, in dem man die Rolle von Banedon dem Magier übernahm.
Die Kai-Orden-Bände der Einsamer-Wolf-Reihe (Band 21 bis 28) wurden in England nur noch in kleineren Auflagen als die ersten Bände gedruckt. Dadurch sind sie zu seltenen und begehrten Sammlerobjekten geworden und erzielen heute teilweise Preise von über 100 €.
Zwischen 1990 und 1996 gab es drei Drehbücher für einen möglichen Einsamer-Wolf-Film, jedoch sind die Projekte nie über die Phase der Vorproduktion hinausgekommen. Der Verleger Red Fox hat die Reihe 1998 nach Band 28 eingestellt und gab als Begründung ein rückgängiges Interesse am Spielbuch-Genre an – trotz hunderter Anfragen von Fans nach Büchern, die bereits vergriffen waren. Dever schrieb später an den letzten vier Büchern der Einsamer-Wolf-Reihe und überarbeitete die Bände 1 bis 28 für die Neuauflage durch Mongoose Publishing.
1999 gab Joe Dever der gemeinnützigen Organisation Project Aon die Erlaubnis, die englischen Bände 1 bis 20 von Einsamer Wolf kostenlos online zu veröffentlichen. Später erweiterte er die Erlaubnis auf die Kai-Orden-Reihe (Band 21 bis 28) und den "Magnamund Companion", sowie weitere seiner Arbeiten.

## Weitere Arbeiten
Neben Einsamer Wolf und Silberstern der Magier hat Joe Dever zwei weitere Spielbuch-Reihen geschaffen ("Freeway Warrior" und "Combat Heroes") und mehrere erfolgreiche Computer- und Konsolenspiele mitentwickelt. Die Freeway-Warrior-Reihe (zu dt. „Autobahn-Krieger“) besteht aus vier Büchern und spielt in einer post-apokalyptischen Zukunft, die der Welt von Mad Max ähnelt. Die vier Combat-Heroes-Bücher (zu dt. „Helden des Kampfes“) sind illustrierte Abenteuer, in denen jeder Abschnitt aus einer komplett illustrierten Seite besteht, die zeigt, was der Spieler gerade sieht. Es gibt zwei Spielmodi. Spielt man allein, so ist das Ziel, aus einem Labyrinth zu entkommen. Spielt man zu zweit gegeneinander, so bekämpfen sich beide Spieler in diesem Labyrinth. Dabei hat jeder Spieler ein anderes Buch. An bestimmten Stellen zeigen die Bücher einen leeren Korridor. Sollten beide Spieler im gleichen dieser leeren Korridore stehen, so kommt es zum Zweikampf, bevor das Spiel anschließend weitergeht. Dieses ungewöhnliche Spielkonzept hatte auch großen Einfluss auf die spätere Entwicklung von Computerspielen.

## Werkverzeichnis
In Deutschland wurden im Goldmann Verlag (ab 1984) und im Mantikore-Verlag (ab 2009) bisher folgende Titel von Joe Dever veröffentlicht:

### Einsamer Wolf
1. Flucht aus dem Dunkel (1984 / 2009)
2. Feuer über den Wassern (1984 / 2009)
3. Gefahr in den Höhlen / Die Grotten von Kulde (1985 / 2010)
4. Schlacht über den Gräbern / Die Schlucht des Schicksals (1985 / 2010)
5. Das Buch der Magnakai / Die Schatten der Wüste (1986 / 2011)
6. Königreich des Schreckens / Die Königreiche des Schrecken (1986 / 2011)
7. Das Schloß des Todes / Schloss des Todes (1988 / ????)
8. Der Dschungel des Grauens / Der Dschungel des Grauen (1988 / ????)
9. Der Dämonenkessel / Die Ruinen von Zaaryx (1988 / ????)
10. Die Kerker von Torgar (1989 / ????)
11. Die Gefangenen der Zeit (1989 / ????)
12. Die Herren der Dunkelheit (1990 / ????)
13. Die Druiden von Ruel (2013)
14. Die Verdammten von Kaag (2013)
15. Der Darke Kreuzzug (2013)
16. Vashnas Vermächtnis  (2014)
17. Der Todeslord von Ixia (2014)
18. Drachendämmerung (2015)
19. Der Schatten des Wolfs (2015)
20. Der Fluch von Naar (2015)

### Die neuen Kai Krieger – Die Fortsetzung der Einsamer Wolf Spielbuchreihe
1. Jagd nach dem Mondstein (2016)
2. Die Piraten von Shadaki (2017)
3. Die Krone von Siyen (2018)
4. Der Runenkrieg (2019)
5. Die Fährte des Wolfes (2020)

### Magnamund-Spielbuch
1. Banedons Auftrag (2010)

### Silberstern der Magier
1. Der Hexenkönig (1987)
2. Die verbotene Stadt (1987)
3. Hinter dem Schattentor (1988)
4. Krieg der Zauberer (1988)